# 엘런 쇼
엘런 쇼(The Ellen Show)는 2001년 9월 24일부터 2002년 1월 11일까지 CBS에서 방영된 시트콤이다.

## 등장인물
- 엘런 디제너러스 - 엘렌 리치몬드(Ellen Richmond)
- 짐 개피건 - 러스티 카런욱(Rusty Carnouk)
- 에밀리 루터퍼드 - 케서린 리치몬드(Catherine Richmond)
- 마틴 뮬 - 에드 문(Ed Munn)
- 케리 케니 - 팸(Pam)
- 클로리스 리치먼 - 딧 리치몬드(Dot Richmond)
- 다이앤 딜러노 - 버니 홉스테터(Bunny Hoppstetter)